# Prélature territoriale de Huamachuco
La prélature territoriale de Huamachuco (en latin : Praelatura Territorialis Huamaciucana ; en espagnol : Prelatura territorial de Huamachuco) est une prélature territoriale de l'Église catholique du Pérou, suffragante de l'archidiocèse de Trujillo.

## Territoire
La prélature territoriale comprend trois provinces du département de La Libertad : Bolívar, Pataz et Sánchez Carrión ainsi qu'un district de la province de Santiago de Chuco. Les autres provinces de ce département sont gérées par l'archidiocèse de Trujillo.
Son territoire a une superficie de 7 918 km2 divisé en 26 paroisses. L'évêché est dans la ville de Huamachuco où est la cathédrale Notre-Dame de Alta Gracia.

## Histoire
La prélature territoriale est érigée le 4 décembre 1961 par la constitution apostolique Salutifera Evangelii lex du pape Jean XXIII en prenant le territoire de l'archidiocèse de Trujillo.

## Évêques
- Damián Nicolau Roig, T.O.R (23 octobre 1963 - 13 septembre 1981)
  - Sede vacante (1981-1990)
- Sebastián Ramis Torrens, T.O.R (13 novembre 1990 - 7 août 2018)
  - Sede vacante (2018-2021)
- Pascual Benjamín Rivera Montoya, T.O.R (30 mars 2021- )